# 沢田一
沢田 一（さわだ はじめ、1967年1月26日 - ）は、日本の漫画家。山形県出身。コミカライズ作品を多く手掛ける。

## 作品リスト
- マトゥルスの血族（『ドラゴンマガジン』、全6巻、完全版全3巻）
- 魔術士オーフェン（原作：秋田禎信、『月刊ドラゴンジュニア』、全6巻） - 小説のコミカライズ。英題は『Sorcerous stabber Orphen』。
  - 魔術士オーフェンはぐれ旅 パロディ大入袋（原作：秋田禎信、全1巻）
  - 魔術士オーフェンはぐれ旅MAX（原作：秋田禎信、『月刊ドラゴンジュニア』、全2巻） - 英題は『Sorcerous Stabber Orphen Max』。
- 舞闘伝火華流（『月刊コミックラッシュ』、全2巻）
- グイン・サーガ（原作：栗本薫、『栗本薫 THE COMIC』2006年→描き下ろし→『月刊コミックラッシュ』2008年4月号 - 2010年6月号） - 小説のコミカライズ。
- 諸葛孔明（朝日新聞出版『週刊マンガ世界の偉人』15号[2]、2012年）
- ヒヒイロカネ -十兵衛紅蓮剣-（学研パブリッシング『Manga Samurai Style』2015年4月 - 9月、全1巻）
- 戦国小町苦労譚（原作：夾竹桃・平沢下戸、アース・スター エンターテイメント『コミック アース・スター』2017年5月26日[3] - 連載中、既刊17巻） - 小説のコミカライズ。 ※2025年2月12日現在。

### イラスト
- 大菩薩峠の要塞（著：朝松健、富士見ファンタジア文庫、既刊2巻）
- 月蝕紀列伝（著：南房秀久、富士見ファンタジア文庫、全10巻） - 第2巻までのイラストを担当。